# Louis Briet de Rainvilliers
Pour les articles homonymes, voir Briet.
Louis Briet de Rainvillers est un homme politique français né le 8 novembre 1838 à Boismont (Somme) et décédé le 14 février 1907 au château du Vallalet, à Fouilloy (Oise).

## Biographie
Il est le fils de Charles Philippe Adolphe Briet de Rainvillers et de Cécile Louise de Belleval, le cousin-germain de René de Belleval. Il est issu de la même famille que le savant du XVIIe siècle Philippe Briet.

### Carrière militaire
Élève de l'école militaire de Saint-Cyr, il sert comme officier. En 1870, il participe aux batailles de Wissembourg et Sedan, où il eût un cheval tué sous lui. Il est alors fait prisonnier par les Prussiens, puis démissionne de l'armée. 
Il devient ensuite lieutenant-colonel dans l'armée territoriale.

### Carrière politique
Louis Briet de Rainvilliers fut maire de Boismont et conseiller général du canton de Saint-Valery-sur-Somme de 1880 à 1892.  
Candidat conservateur aux élections législatives de 1876 dans la 2e circonscription d'Abbeville (Somme), il échoue par 7 366 voix contre 7 719 à son adversaire. 
En 1877, Il est élu député de la même circonscription, siège à droite à la Chambre des Députés, mais son élection est invalidée, avec celle de quelques autres conservateurs. Il est battu au scrutin de 1878.  
Il retrouve son siège de député au scrutin de liste, en 1885, le 4e sur 8, et siège à l'Assemblée jusqu'en 1889.  
Il s'y oppose aux ministères Goblet, Freycinet et Floquet. 
Il quitte ensuite la vie politique. 

### Mariage et descendance
Louis de Rainvillers épouse en 1866 Thérèse Dubois d'Ernemont (1846-1930), fille de Théobald Dubois d'Ernemont, maire d'Ernemont la Villette, conseiller-général du canton de Gournay en Bray, chevalier de la Légion d'honneur, et de Cécile Charlotte Dary. Dont :
- Cécile Briet de Rainvillers, religieuse (1867-1920) ;
- Gabrielle Briet de Rainvillers, religieuse (1869-1896) ;
- Charlotte Briet de Rainvillers (1870-1938), mariée en 1896 avec Maurice Keller, officier d'infanterie, chevalier de la Légion d'honneur (1861-1925), sans postérité ;
- Bernard Briet de Rainvillers (1871-1925), marié en 1896 avec Cécile Le Sergeant de Monnecove (1874-1944), nièce de Félix Le Sergeant de Monnecove. Dont postérité, leur fils, Louis Briet de Rainvillers (1900-1945), résistant, mourut pour la France en déportation[2],[3] ;
- Charles Briet de Rainvillers (1872-1874) ;
- Monique Briet de Rainvillers (1875-1959), mariée en 1903 avec Paul Le Mesre de Pas, comte de Pas (1856-1938). Leur fille Monique de Pas épouse le comte Xavier de Hauteclocque ;
- Colette Briet de Rainvillers (1884-1953), célibataire.

### Sources
- « Louis Briet de Rainvilliers », dans Adolphe Robert et Gaston Cougny, Dictionnaire des parlementaires français, Edgar Bourloton, 1889-1891 [détail de l’édition]
- « Louis Briet de Rainvilliers », dans le Dictionnaire des parlementaires français (1889-1940), sous la direction de Jean Jolly, PUF, 1960 [détail de l’édition]
- Dictionnaire biographique de la Somme, Paris, Henri Jouve, 1893 (non paginé).